# Ángel Polibio Chaves
Ángel Polibio Cháves del Pozo (Guaranda, 22 de febrero de 1855 - Guaranda, 11 de septiembre de 1930) fue un periodista, jurisconsulto, militar, político, poeta, escritor, orador, y diplomático de Ecuador.

## Biografía
Fue hijo de Benedicto Chaves Arregui y Soledad del Pozo Lombeida. Se graduó de abogado en la Universidad de Cuenca en el año 1882. Se distinguió en su vida pública como político, militar y literato. 

### Vida política
Junto a Ignacio de Veintemilla fue elegido diputado por la provincia de Los Ríos a la Convención Nacional de 1883-1884. Junto a Veintimilla, propuso la creación de la provincia de Bolívar, misma que obtuvo el 23 de abril de 1884. Al inaugurarse el 15 de mayo, Chaves fue designado como su primer Gobernador. En el Salón de la Ciudad de la Municipalidad de Guaranda se conserva su retrato al óleo.

#### Cargos desempeñados
- Concejal Municipal de Guaranda
- Gobernador de la Provincia de Bolívar
- Secretario del Consejo de Estado
- Director del Colegio Militar
- Director de Estudios de Pichincha
- Subsecretario de los Ministerios de Relaciones Exteriores y de Hacienda
- Diputado y senador en varios Congresos de la República.

### Vida literaria y militar
Se enroló en el ejército restaurador que combatió en el centro de la República contra la dictadura de Ignacio de Veintimilla, obteniendo al fin de la campaña el grado de Coronel.
Fue fundador de los diarios "El Ecuatoriano"; "El Pichincha"; "El Independiente"; "El Orden"; "El Guía"; y "Los Principios", que fue el primer diario publicado en Ambato.
A más de “Los Principios”, de su pluma apareció “El Telegrama”, otro diario quiteño, y los siguientes bisemanarios y semanarios: El Pichincha, La Nigua, El Ecuador en Colombia, La Voz del Sur, El Libero Americano, El Independiente, El Guía Militar, El Atalaya, La Mordaza, La voz de Guaranda, El Orden, Boletín Pro Hermanos Cristianos, El Retallo, El Petit, Labor. La Revista Militar desde el N° 13, que se publicaron en diferentes ciudades ecuatorianas y algunas en el Perú, durante su destierro.
La recopilación bibliográfica de su obra llega a 561 registros,[cita requerida] entre ellos: Al Sr. Cap. General Ignacio de Veintimilla, Canto al 2 de Mayo, Homenaje a mi Patria, Ensayos poéticos, Cantos del Proscrito, Las dos vías del ferrocarril, Artículos, Versos (Volumen 1), Monografía del cantón San Miguel, Canto  Secular, sistema Métrico Decimal, El Pontífice Reinante, Nociones de Pedagogía,  Urbanidad de Señoritas, Obsequio de Padrinazgo, Salmo, Libro de Recortes.
Ángel Polibio Cháves, además de periodista, fue un ilustre escritor, cuyas obras fueron: El Prontuariado Militar, Ecos de la Cárcel, Canto del Proscrito, Urbanidad de Señoritas, Homenaje a mi Patria, El Juramento a Bolívar, Laura y Cantos Patrióticos.